# حكومة خير الدين الأحدب الثانية
حكومة خير الدين الأحدب الثانية هي الحكومة التاسعة في عهد الانتداب الفرنسي على لبنان والثانية في عهد رئيس الجمهورية إميل إده، وقد تولّى رئاسة المجلس خير الدين الأحدب للمرة الثانية على التوالي. تشكّلت في 13 مارس 1937 وكانت حكومة وحدة وطنية، وألقي البيان الوزاري في 13 مارس 1937 أمام مجلس النواب ونالت الثقة بالإجماع. استمرت الحكومة حتى 10 يونيو 1937 بعد وفاة وزير الداخلية ميشال زكور وتعديل الوزراء والحقائب، بتشكيل حكومة جديدة برئاسة خير الدين الأحدب للمرة الثالثة.

## التشكيلة
| حكومة خير الدين الأحدب الثانية |                                  |                  |                  |           |
| الحقيبة                        | الوزير                           | الإنتماء السياسي | الطائفة          | المحافظة  |
| رئيس مجلس الوزراء              | خير الدين الأحدب                 | الكتلة الوطنية   | السنة            | الشمال    |
| وزير العدلية                   | خير الدين الأحدب                 | الكتلة الوطنية   | السنة            | الشمال    |
| وزير البريد والبرق             | خير الدين الأحدب                 | الكتلة الوطنية   | السنة            | الشمال    |
| وزير الداخلية                  | ميشال زكور توفي في 19 يونيو 1937 | الكتلة الدستورية | الموارنة         | جبل لبنان |
| وزير الداخلية                  | حبيب أبو شهلا                    | الكتلة الوطنية   | الموارنة         | بيروت     |
| وزير التربية الوطنية           | حبيب أبو شهلا                    | الكتلة الوطنية   | الروم الأرثوذوكس | بيروت     |
| وزير الصحة والإسعاف العام      | حبيب أبو شهلا                    | الكتلة الوطنية   | الروم الأرثوذوكس | بيروت     |
| وزارة الاقتصاد الوطني          | حبيب أبو شهلا                    | الكتلة الوطنية   | الروم الأرثوذوكس | بيروت     |
| وزير الأشغال العامة            | أحمد الحسيني                     | الكتلة الدستورية | الشيعة           | جبل لبنان |
| وزير الزراعة                   | أحمد الحسيني                     | الكتلة الدستورية | الشيعة           | جبل لبنان |